# Stephen Phillips
Stephen James Phillips est un avocat et homme politique britannique né le 9 mars 1970 à Chiswick.
Membre du Parti conservateur, il est élu député en 2010 pour la circonscription de Sleaford et North Hykeham, dans le Lincolnshire. Réélu en 2015, il démissionne en 2016 en raison de désaccords avec le gouvernement May.
Phillips est également barrister et conseiller de la Reine (QC).